# Ansprando
Ansprando (657 — 712) foi rei dos lombardos por um breve período no ano de 712. Era duque de Asti e regente durante a minoridade de Liuberto (700-701). Foi deposto como regente em Novara por Regimberto, que se auto-proclamou rei. Começou assim uma guerra pela sucessão ao trono durante a qual Ansprando se exilou na corte do duque da Baviera, Teodeberto (702–719), em 702.
Ansprando retornou em 711 com um grande exército fornecido pelo duque. A este exército se juntaram muitos austrasianos insatisfeitos com o governo atual. A batalha ocorreu nas proximidades de Pavia entre seus soldados e os de Ariberto II, que havia usurpado o trono lombardo. Ariberto, diante da iminente derrota, fugiu em direção aos francos levando consigo o tesouro real, mas afogou-se no rio Ticino durante a fuga.
Ansprando foi proclamado rei, ascendendo ao trono em março de 712, mas em junho deste mesmo ano morreu deixando o trono ao filho Liuprando.